# Modor Vidor
Modor Vidor (Dés, 1910. október 18. – Budapest, 1979. október 25.) magyar gyógyszerész. 

## Életpályája
A Pázmány Péter Tudományegyetemen 1933-ban szerzett gyógyszerészi, 1936-ban tanári, 1949-ben pedig természettudományi doktori diplomát. 
A budapesti Gyógynövénykísérleti Állomás asszisztense, 1952-től az Állatorvostudományi Egyetem növénytani tanszékének vezetője, docens. Budapesten hunyt el 69 évesen, 1979. október 25-én.

## Munkássága
Kutatási területe a gyógynövénytermesztés, gyógy- és mérgező növények szövettana és kémiai hatóanyagainak vizsgálata volt, de vizsgálta az állatokra veszélyes növényfajtákat is. 
Tagja volt a Magyar Gyógyszerészeti Társaságnak, a Magyar Biológiai Társaságnak, a Gyógynövénykutató Intézet tudományos tanácsának is. 

## Főbb munkái
- Anatómiai vizsgálatok rendszertani szempontból néhány keresztes virágú növényen (Budapest, 1938)
- Drogszövettani vizsgálatok (Budapest, 1943)
- Növénytani jegyzet állatorvostan-hallgatók számára (Budapest, 1950-1974)
- Baromfira érzékeny örökzöld növények leveleinek azonosítása szövettani alapon (Budapest, 1963)